# Fosse des Philippines

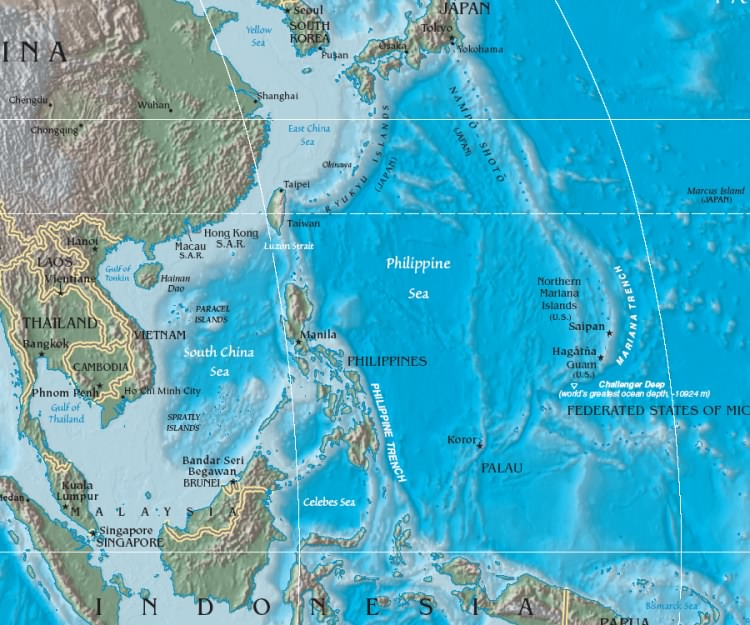
Position de la fosse océanique dans la mer des philippines.

La fosse des Philippines est l'une des fosses océaniques les plus profondes au monde avec une profondeur maximale connue de 10 540 m au niveau de l'Abysse de Galathée.

Détail de la fosse le long de l’Est des Philippines.

Elle est longe la côte Est des Philippines et possède une longueur d’approximativement 1 320 km pour une largeur de 30 km. Elle s’étend à partir du nord-est du sommet de l’île de Luçon aux Philippines et se prolonge vers le sud-sud-est jusqu’à l’île de Halmahera en Indonésie.

## Histoire
Elle est sondée en mai 1930 par l'expédition Snellius de Petrus Martinus van Riel sur le navire océanographe hollandais Willebrord Snellius. 10 068 m sont alors relevés et la fosse est nommée Fosse de Mindanao.

## Géographie et caractéristiques
La fosse des Philippines est un élément géologique majeur de la région, et elle est située dans la ceinture de feu du Pacifique, une zone d'intense activité tectonique et volcanique. Cette fosse se trouve à l'intersection de plusieurs plaques tectoniques, dont la plaque eurasienne, la plaque philippine et la plaque pacifique, ce qui en fait une zone géologiquement dynamique. Elle joue un rôle crucial dans le contexte des tremblements de terre et des éruptions volcaniques dans cette partie du monde.